# 張繼 (唐朝)
張繼（?—779年），字懿孫，襄州襄阳（今湖北襄阳）人，一说南阳人，盛唐末詩人。

## 生平
張繼生年已不可考。天寶十二年（753年）進士，登进士第后是否担任官职已不可考，只知曾游历会稽、吴中、苏州等地。
大历四、五年间，在武昌担任官职，与皇甫冉交好，二人互有写诗唱酬。后檢校祠部員外郎，在洪州（今江西南昌市）任判官，负责财政。大歷末年，与妻子相继死于洪州。

## 文学成就
有《張祠部詩集》一卷。在唐代詩人中，張繼是一位相当出色的诗人，宋人葉夢得《石林詩話》記載其詩在南宋時有三十多首。《全唐詩》中，有四十餘首。高仲武評張繼詩：“員外累代詞伯，積習弓裘。其於為文，不自雕飾。及爾登第，秀發當時。詩體清迥，有道者風。”“比興深矣。”《楓橋夜泊》是他最著名的詩，此千古名篇让苏州寒山寺名扬海内外。

## 参看
- 寒山寺